# أرتيز
أرتيز، هي قرية لبنانية من قرى قضاء البترون في محافظة الشمال.
- المسافة من بيروت: 70 كلم
- الارتفاع عن سطح البحر: 500 م
- القرى المحاذية: سورات، الفلاحات، كفر حتنا، زان
- زراعات: الزيتون، التبغ، اللوز
- مصادر المياه: نبع الحب والغواويت